# Ouinerden
Ouinerden is een gemeente (commune) in de regio Timboektoe in Mali. De gemeente telt 6100 inwoners (2009).